# Назар Али-хан Шахсевен
Назар Али-хан Шахсевен (азерб. Nəzərəli xan Şahsevən; 1735—1792) — хан Ардебильского ханства (1757—1792).

## Биография
Назар Али-хан родился около 1735 года. Отец его Бедр-хан происходил из рода Сарыханбейлу тюркского племени Шахсевен.
Во время правления Назар-Али хана ухудшились отношения ханства с Керим ханом Зендом. Назар-Али попал в плен к Гидаят-Уллах-хану Гилянскому, союзнику Керим хана. Назар-Али хан смог освободиться лишь после смерти Керим хана Зенда, 1779 года.
Фатали-хан Кубинский, постоянно стремившийся к расширению своих владений, вскоре предпринял поход на юг. Весной 1784 года, собрав значительное войско, он переправился через Аракс и в августе овладел городами Ардебилем и Мешкином. Он изгнал ардебильского правителя Назар Али-хана и назначил губернатором в Ардебиле джавадского хана Тала Хасан-хана, а в Мешкине — Ходаверди-бея. По словам известного русского кавказоведа П. Г. Буткова, когда войска Фатали-хана овладели Ардебилем «генерал-поручик Потёмкин потребовал от Фатали-хана, чтобы распустил свои войска». К тому же в это время вновь активизировались феодальные владетели Дагестана, все это вынудило Фатали-хана возвратиться в Ширван.
В 1780 году 17 мая правитель Ардебильского ханства Назарали-хан Саруханбейлу-Шахсеван, выступив в нескольких направлениях, захватил город Решт.

Генерал-поручик Александр Суворов 28 июля 1780 года пишет: 
«При взятии Назар-Али-ханом Ряшта Гедает-хан спасся на судне и вплыл в устье реки Сефитрыд, лежащей от Рящта в десяти часах к стороне Мазендерана; и писал к хальхальскому Амир-Гуне-хану, живущему от Рящта в 150 верстах к стороне Тевриза о вспоможении и обещая все им требуемое исполнить; Амир-Гуна-хан, якобы по просьбе сей прибыв с войском под Рящт, выгнал из оного Назар-Али-хана шахсеванского и по-прежнему отдал оный город в правление Гедает-хану; Назар же Али-хан, видя себя не в силах сделать сопротивление хальхальскому хану, пред выходом своим выжег все строение и сады в городе; но о сем известии подтверждения ожидать надлежит. Генерал-поручик Александр Суворов, Астрахань».
Посредством брачной дипломатии Назарали хан наладил дружеские связи с Карабахским Ибрагим-ханом. Сын Назарали-хана Насир-хан был женат на дочери Ибрагим-хана.